# サマータイム グラフィティ
サマータイム グラフィティは、日本のバンド・TOM★CATが1985年4月5日に発売した2枚目のシングル。発売元はキャニオン・レコード（現：ポニーキャニオン）。品番：7A0476。

## 概要
'85JAL沖縄キャンペーンのイメージソングとして使用された。

## 収録曲
1. サマータイム グラフィティ
作詞・作曲：TOM、編曲：Light house
2. ON THE STREET
作詞・作曲：TOM、編曲：Light house